# きゃんきゃんバニー スペリオール
『きゃんきゃんバニー スペリオール』は、日本のゲームブランド、カクテル・ソフトが1990年4月16日に発売したアダルトゲームである。『きゃんきゃんバニー』シリーズの第2作目に当たる。

## 制作とリリース
カクテル・ソフトは1989年6月にアダルトゲーム『きゃんきゃんバニー』を発売し、同作がユーザーからの好評を博したことから、続編となる『きゃんきゃんバニー スペリオール』を1990年4月に発売させた。本作『スペリオール』は、PC-8801mkIISR以降のPC-88シリーズ・PC-9801VM以降のPC-98シリーズ・X68000・MSX2に向けてフロッピーディスク媒体でリリースされている。原画およびキャラクターデザインはイラストレーターのしかとみよが手掛けた。
本作はシミュレーションゲームもしくはアドベンチャーゲームに分類される。開発側は『スペリオール』を制作するために36名の女性を実際に取材しており、本作では『きゃんきゃんバニー』シリーズで最多となる12名の攻略可能な女性ヒロインが登場する。また、「セット」と呼ばれるオムニバス形式のシナリオ3本（「女子大生おかわりセット」・「セーラー服ゆうやけセット」・「制服むんむんセット」）を収録しており、それぞれの「セット」には4名のヒロインが登場する構成となっていた。プレイヤーはこれら3つの中から1つを選択してストーリーを開始し、登場キャラクターとの会話中に生じるコマンドを選ぶ方式でゲームが進行する。

## 登場人物
亜理子
主人公・たけしのガイド役を務める女の子。「鏡の国」から来たという設定の1作目とは違い、本作の亜理子は魔法の国を出身としている。
女子大生おかわりセット
真子
少女らしさの残る女子大生。美香と行動を共にしている。
美香
真子の友達で、真子とは対照的に大人びた所がある。
堀 さつき
失恋を忘れるため旅に出発し、リゾートホテルにやって来た女子大生。
秋山 理沙
髪にウェーブの掛かった女子大生。お酒を呑むと大胆で淫らな性格に変容する。
制服むんむんセット
森田 真紀
バーガーショップに勤務している女性。
南 千晶
スチュワーデスの女性。
山口 有紀子
献身的な一面のある看護婦。
渡辺 由香
会社の受付を担当している美人女性。
セーラー服ゆうやけセット
主人公が遊園地でナンパに成功した女子高生4人組。
篠原 景子
活発な性格をしている女の子だが、心の内に悩みを秘めている。
有賀 まゆみ
大人しく控えめな性格をしているが、世話好きな所がある女の子。
井原 小百合
大人びているように見えて、少女らしさも持ち合わせる女の子。
白石 登紀
明るく快活な性格をしている女の子。頼れる人がタイプだという。

## 批評
本作の攻略難易度は高いと指摘されており、特に美少女ゲーム雑誌『メガストア』や『PC Angel』では『きゃんきゃんバニー』シリーズで最も攻略が難しい作品の1つとして位置づけられている。この点について、開発側は制作「途中で担当者の引き継ぎがあったためか、かなりフラグが複雑になっていまして」と『電撃姫』誌上のインタビューで述懐しており、開発当時、社内の人間のほとんどが完全に攻略することは出来なかったと明かしている。
シナリオについては「ギャグタッチが強い」という意見があり、攻略可能ヒロインを多数用意した点については「お買い得感が高く感じられる」・「12人という人数は圧巻だ」などと評されている。一方、『PC Angel』誌では「女子大生おかわりセット」に含まれる「おかわり」など、「セット」の名称に1980年代らしさが感じられると指摘されている。その上、『スペリオール』はキャラクター設定やHシーン、グラフィックなどが第1作目より強化されたとし、特に制服キャラの導入は「プレイヤーのニーズを敏感にとらえ」たとも述べられている。